# Pancuronium
Pancuronium is een spierrelaxans, ook bekendstaand onder de merknaam Pavulon. Het is een gevaarlijk middel: door de blokkade van de N-receptoren op de motorische eindplaat stoppen ook middenrif en tussenribspieren met werken, waardoor dus de ademhaling stil valt en de dood na een bepaalde tijd intreedt. Iemand die pancuronium heeft gehad moet dus altijd beademd worden tot hij weer zelf kan ademen. In ziekenhuizen wordt pancuronium gebruikt bij operaties om dwarsgestreept spierweefsel op doeltreffende wijze te verlammen. De gebruikelijke dosis is 0,06 tot 0,10 milligram per kilogram lichaamsgewicht (bij een normaal gebouwd persoon). Normaal gezien begint het effect van pancuronium zo'n 3 minuten na de injectie.
Kenmerken:
- niet-depolariserende spierverslapper (pachycurare),
- blokkade van de N-receptoren motor eindplaat,
- ICU,
- tetanus,
- 30 min.

Tegenwoordig wordt pancuronium ook gebruikt bij het uitvoeren van euthanasie en de doodstraf door de dodelijke injectie, als tweede gif. De dosis is dan natuurlijk veel groter: sommige staten van de VS gebruiken 100 milligram pancuronium.
Alternatieven voor pancuronium zijn chemicaliën die tubocurarinechloride en/of succinylcholinechloride bevatten.
De fabrikant MSD heeft besloten het middel per 31 mei 2011 om economische redenen uit de handel te nemen. Het wordt nog wel wereldwijd door andere fabrikanten gemaakt.